# Outrospective
Outrospective est le cinquième album du groupe de musique électronique Faithless et paru le 18 juin 2001.

## Pistes
1. Donny X - 4:09
2. Not Enuff Love - 5:54
3. We Come 1 - 4:02
4. Crazy English Summer - 2:47
5. Muhammad Ali - 4:21
6. Machines R Us - 3:44
7. One Step Too Far - 5:22
8. Tarantula - 6:42
9. Giving Myself Away - 4:38
10. Code - 1:40
11. Evergreen - 4:35
12. Liontamer - 5:50